# Rabiye Qadir
Rabiye Qadir o Rebiya Kadeer (nascuda el 21 de gener de 1947) és una prominent empresària i activista política uigur de la regió nord-oest de Xinjiang a la República Popular de la Xina (PRC).
Qadir ha estat activa en la defensa dels drets de la minoria musulmana uigur, que segons ella ha estat sotmès a l'opressió sistemàtica pel govern xinès. Qadir viu actualment a l'exili als Estats Units.